# KitKat
Kit Kat (укр. Кіт-Кат) — серія шоколадних батончиків, що виробляє компанія Nestlé за межами США і компанія Hershey всередині країни. Станом на 2015 рік виробляє шоколадні батончики у всьому світі.

## Історія

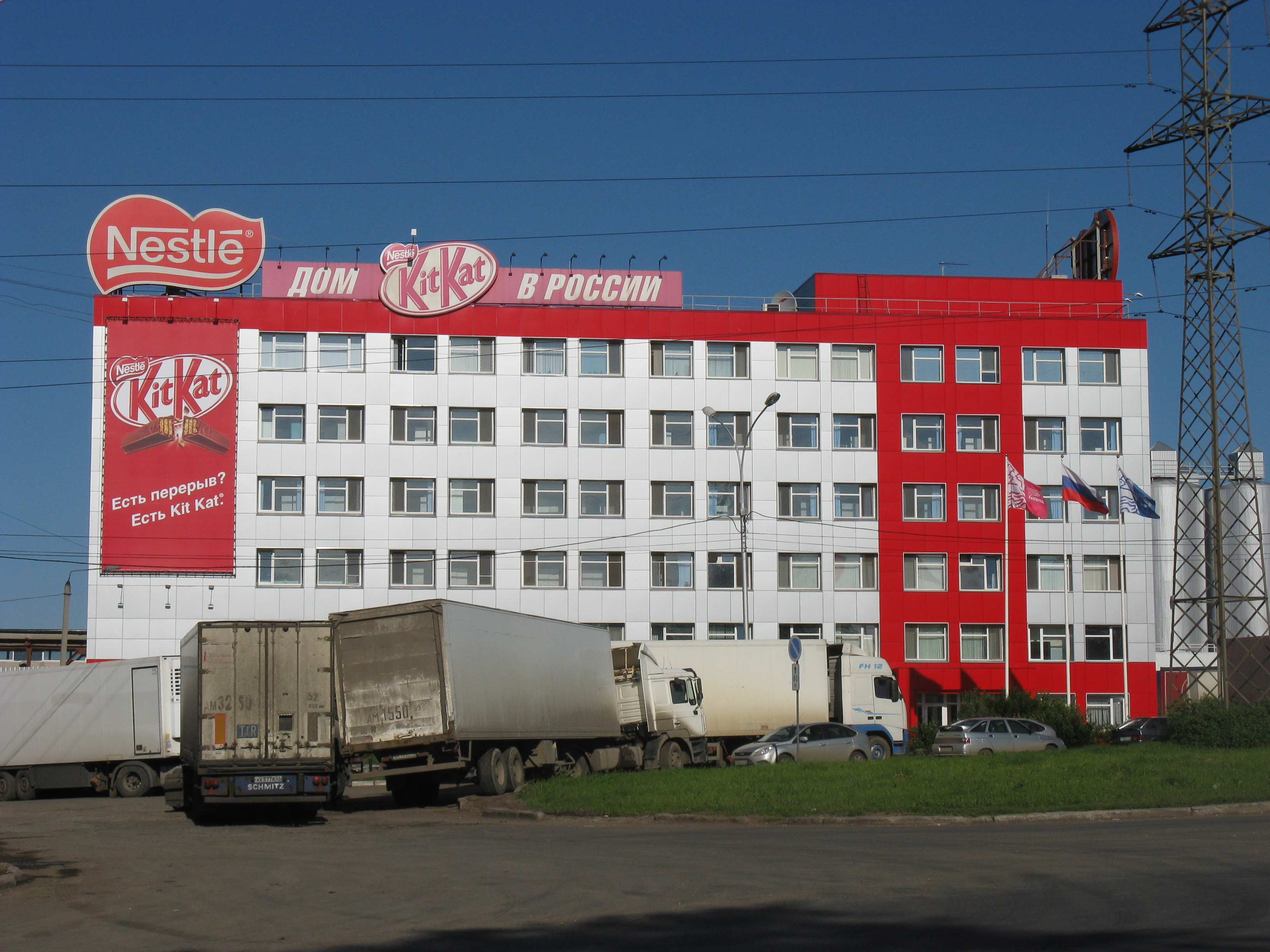
«Дім KitKat в Росії» — кондитерська фабрика «Камская» (м. Перм) у фірмових кольорах

Торгову марку KitKat створила компанія з виробництва шоколаду Rowntree.
Вперше Kit Kat з'явився у Йорку, Велика Британія, 1935 року під назвою Rowntree's Chocolate Crisp (англ. crisp — хрусткий). Спочатку це було чотири шоколадних батончики з хрусткою начинкою, об'єднаних в одну плитку розміром з коробку для ланча. Таку версію, що вже пізніше стала «класичною», Rowntree випустила 15 березня 1936 року, а за рік продукт отримав нову назву KitKat Chocolate Crisp.
1989 року швейцарський концерн Nestlé купив Rowntree, і новий власник одразу почав активно просувати цей бренд на ринок. Протягом 1990-х Nestlé популяризувала KitKat на нових ринках у Східній Європі та Азії. Згодом KitKat стала другою торговою маркою за популярністю після Mars у світі. Проте в Об'єднаному Королівстві, у рідній країні торгової марки KitKat, Nestlé не використовувала ризиковану маркетингову політику, на відміну від нових регіонів, де батончики могли мати найнезвичніший смак: від арахісу до зеленого чаю.

## Характеристика
До складу батончиків Kit Kat входить молочний шоколад і відмінна риса серії — хрустка вафля.
- Термін придатності: близько 9 місяців із дати виробництва;
- Зберігати при температурі від +15 °C до +21 °C за відносної вологості не більше 75 %.

### Склад
Цукор, незбиране сухе молоко, какао-олія, борошно пшеничне, какао терте, кондитерський жир, емульгатори (соєвий лецитин, E476), харчові дріжджі, розрихлювач (гідрокарбонат натрію), поліпшувач борошна (сульфат кальцію), сіль, крохмаль, ароматизатор (ванілін).